# Tu-144

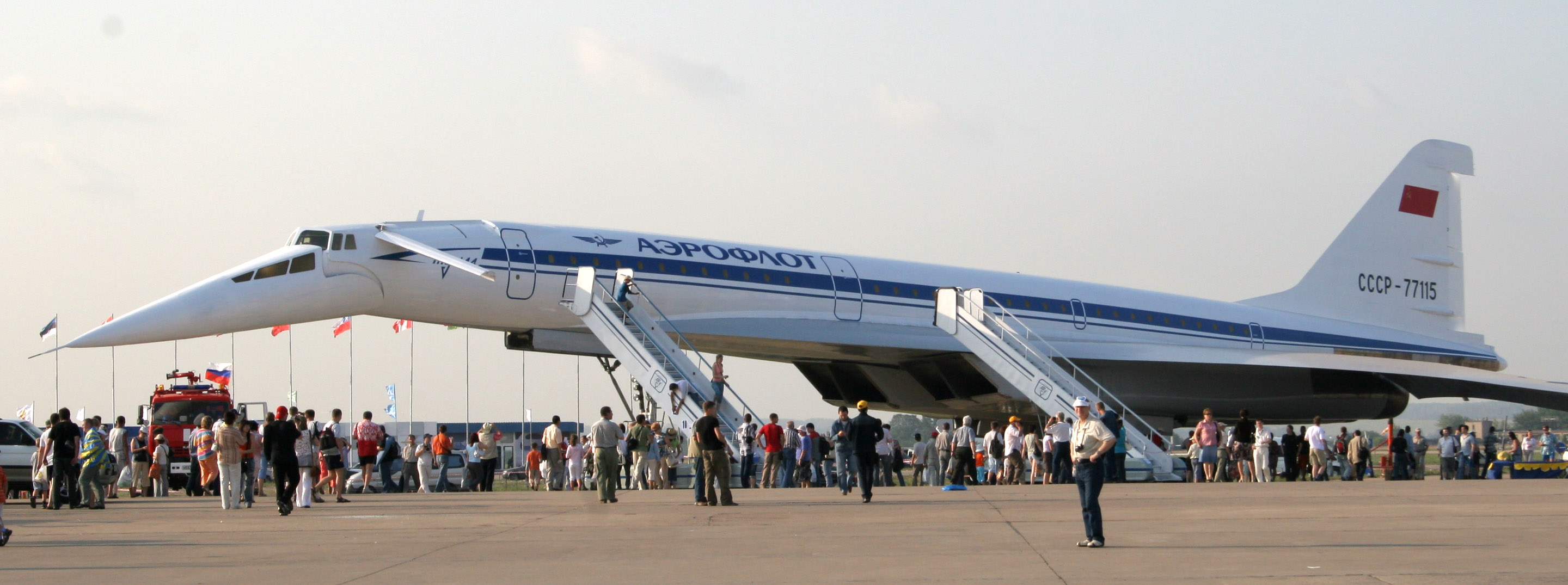
Tu-144, 2007

Tu-144 (ros. Ту-144) – radziecki naddźwiękowy samolot pasażerski skonstruowany przez biuro konstrukcyjne Andrieja Nikołajewicza Tupolewa.
Na Zachodzie samolot nazwano Konkordskij z powodu podobieństwa tego samolotu do Concorda. Rosyjska telewizja TV6 sugerowała, że nazwa ta pochodzi od Concorde’a i nazwiska „radzieckiego konstruktora helikopterów”, Igora Sikorskiego. Tu-144 uległ dwóm katastrofom.

## Historia
Pierwszy prototyp wystartował 31 grudnia 1968 z lotniska pod Moskwą, trzy miesiące przed Concordem. Tu-144 pierwszy też przełamał barierę dźwięku 5 czerwca 1969, a 15 lipca 1969 został pierwszym komercyjnym transportowcem, który przekroczył prędkość Mach 2.
Uważa się, że przy konstruowaniu Tu-144 oparto się na materiałach zdobytych metodami szpiegowskimi we francuskiej firmie Aérospatiale, w której był konstruowany Concorde. Były przypuszczenia, że skradzione plany pozwoliły radzieckim inżynierom na przyśpieszenie prac nad własnym samolotem, którego projekt oparli na planach Concorde’a. Jest to jednak mało prawdopodobne, jeśli już to skradzione dane dotyczyły raczej ogólnych założeń, osiągów i wielkości, a nie ścisłych rozwiązań konstrukcyjnych. Pośpiech związany z pierwszeństwem oblotu (przed Concorde) sprawił, iż maszynę trapiły do końca nieusunięte usterki i poważne awarie. Było to przyczyną przymusowych lądowań, co w oficjalnej prasie przekładano na „kurtuazyjną wizytę” (np. w Warszawie, w 1971). Dochodziło m.in. do pękania skrzydła i utraty paliwa w locie, liczne były awarie silników.

### Wypadek podczas Paris Air Show
3 czerwca 1973 podczas pokazów lotniczych (Paris Air Show) doszło do katastrofy drugiego prototypu samolotu. Zginęli wszyscy – 6 osób – uczestnicy lotu oraz 8 osób na ziemi. Do dziś nie są znane konkretne przyczyny zdarzenia. Po wypadku mówiono o tym, że samolot wleciał w smugę gazów spalinowych francuskiego myśliwca, który go fotografował. Nowsze badania wskazują na możliwy problem w układzie sterowania, który został w ostatniej chwili przeprogramowany (nieprawidłowo) w celu uzyskania przewagi nad konkurencyjnym Concorde. Niewykluczony jest również błąd pilota. Przed katastrofą samolot wykonywał manewr stromego wznoszenia. Brak jest danych potwierdzających ewentualne przeciągnięcie, gdyż maszyna po wznoszeniu ustabilizowała lot do pozycji horyzontalnej. Nie są jasne przyczyny pikowania maszyny. Jedna z teorii mówi o możliwości zablokowania wolantu przez kamerę zabraną na pokład maszyny przed startem, inna o manewrze uniku przed zderzeniem w powietrzu z samolotem myśliwskim. Próba wyprowadzenia maszyny z silnego pikowania spowodowała przeciążenia powyżej granicy wytrzymałości konstrukcyjnej i doszło do złamania skrzydła i kadłuba Tu-144 (No. 77102).

### Wejście do służby
Pierwszy Tu-144S wszedł do służby 26 grudnia 1975 przewożąc ładunki i pocztę. Loty pasażerskie rozpoczął 1 listopada 1977 na trasie Moskwa–Ałma-Ata, jedynej regularnej trasie lotów pasażerskich tego samolotu. Tu-144S potrafił osiągać maksymalną prędkość Macha 2,35, jednak aby samolot mógł utrzymać prędkość naddźwiękową dopalacze musiały być cały czas włączone, co powodował bardzo duże zużycie paliwa. W kwietniu 1978 do służby weszła nowa wersja samolotu – Tu-144D, która miała m.in. silniki turboodrzutowe Kolesowa; ich mniejsze zużycie paliwa pozwalało wydłużyć zasięg samolotu. W planach była wersja z powiększonymi skrzydłami i zbiornikami paliwa, która miała otrzymać oznaczenie Tu-144DA.
Zawodność i awaryjność tych maszyn, ogromne koszty lotu powodowane zużyciem paliwa i dużym nakładem obsługi naziemnej spowodowały, że maszyna szybko i bez rozgłosu została wycofana z eksploatacji. Samoloty tego typu wykonały tylko 102 komercyjnych rejsowych lotów, w tym 55 rejsowych lotów pasażerskich. Ostatni pasażerski lot rejsowy miał miejsce 1 czerwca 1978. Druga katastrofa w trakcie lotu doświadczalnego w 1978 przyniosła 2 ofiary. Wiadomo jest, że do 1987 Aerofłot użytkował egzemplarze Tu-144 po oficjalnym wycofaniu modelu z użytku.
Ogółem wyprodukowano 16 samolotów: jeden prototyp, jeden przedprodukcyjny, dziewięć Tu-144S oraz pięć Tu-144D.
W 1996 przy współfinansowaniu NASA na bazie Tu-144D (No. 77114) powstała maszyna doświadczalna Tu-144LL, posiadająca silniki Kuzniecow NK-321 z bombowca strategicznego Tu-160. Celem powstania samolotu było stworzenie latającego laboratorium, pozwalającego na badania technologii potrzebnych przy planowanych i realizowanych projektach nowych pasażerskich samolotów naddźwiękowych. Maszyna odbyła kilkadziesiąt lotów, głównie z misjami badawczymi w zakresie materiałoznawstwa. Ostatni lot odbył się 14 kwietnia 1999.

## Zachowane egzemplarze
Z 16 ukończonych Tu-144 zachowało się osiem. Sześć maszyn (o numerach 68001, 77101, 77103, 77104, 77105, 77113) zostało zezłomowanych. Dwa inne egzemplarze zostały zniszczone w katastrofach (77102 podczas Paris Air Show oraz 77111 podczas testu Tu-144D na trasie Moskwa-Chabarowsk).
| Numer egzemplarza | Miejsce przechowywania |
| ----------------- | --- |
| 77106             | w Muzeum Rosyjskich Sił Powietrznych w Monino |
| 77107             | w instytucie lotniczym w Kazaniu, w maju 2017 roku przeniesiony do centrum Kazania                                                                                    |
| 77108             | na terenie Uniwersytetu Lotniczo-Kosmicznego w Samarze(?) |
| 77109             | prawdopodobnie w wytwórni samolotów w Woroneżu |
| 77110             | w Muzeum Lotnictwa Cywilnego w Uljanowsku |
| 77112             | w Muzeum Techniki w Sinsheim |
| 77114             | przebudowany na Tu-144LL; w 2019 roku odmalowany w oryginalne barwy Aerofłotu i w lipcu ustawiony jako pomnik na skrzyżowaniu dróg w pobliżu bazy lotniczej Żukowski. |
| 77115             | przechowywany na terenie fabryki Tupolewa w Żukowskim |